# Ewa Beach
Ewa Beach – census-designated place (CDP) na wyspie Oʻahu, w hrabstwie Honolulu, na Hawajach, w Stanach Zjednoczonych. Według szacunków United States Census Bureau w roku 2010 CDP miało 14 955 mieszkańców.

## Geografia
Według United States Census Bureau census-designated place obejmuje powierzchnię 1,9 mil2 (4,8 km²), z czego 1,4 mil2 (3,6 km²) stanowi ląd, a 0,5 mil2 (1,2 km²) stanowi woda.

## Demografia
Według spisu z roku 2010, CDP zamieszkiwało 14 955 osób. Średni roczny dochód dla gospodarstwa domowego wynosił 57 073 $ a średni roczny dochód dla rodziny to 58 104 $. Średni roczny dochód na osobę wynosił 14 807 $ (29 512 $ dla mężczyzn i 23 839 $ dla kobiet). 9,9% rodzin i 8,5% mieszkańców census-designated place żyło poniżej granicy ubóstwa, z czego 12,4% to osoby poniżej 18 lat a 6,5% to osoby powyżej 65 roku życia.
W Ewa Beach zmarł Tosiwo Nakayama, pierwszy prezydent Mikronezji.